# Comitia curiata
Die comitia curiata (comitia von comire = zusammenkommen; curia vermutlich von co-viria = Männerverband; Kurienversammlung, Kuriatskomitien) sind die älteste Erscheinungsform einer Volksversammlung der römischen Antike. In der heute bekannten Erscheinungsform dürften sie aus dem 5. Jahrhundert v. Chr. stammen, möglicherweise reichen ihre Wurzeln in die Zeit der Begründung des römischen Gemeinwesens zurück, mithin in die Zeit der römischen Stadtgründung. Aus den einzelnen Gemeinden gingen dreißig patrizisch geprägte Kurien hervor. (Dass Plebejer gänzlich ausgeschlossen waren, wird nicht vermutet, da die Kurienordnung die Grundlage bereits ältester Heeresverfassungen in Rom bildete.) Je zehn von ihnen bildeten eine Tribūs (Gesamtgemeinde), vergleichbar den archaischen Phratrien der griechischen Antike. Jede der drei Tribūs verfügte über Reiterschwadronen und eine Zenturie von Fußvolk.
In der Hochphase der republikanischen Verfassung waren drei verschiedene Gliederungsformen von Volksversammlungen bekannt. Neben den Comitia curiata waren dies noch die (wohl später entstandenen) Gremien der Comitia centuriata und Comitia tributa. Sie waren davon geprägt, dass in ihnen geordnete Verbände in Erscheinung traten, die über wichtige politische Geschicke, wie Krieg und Frieden, entschieden und Wahlen abhielten. Ob das auch für die erste Erscheinungsform der Kurienversammlung für die Königszeit zutraf, muss offenbleiben, eher wird jedoch vermutet, dass ihre Funktionen auf die Inauguration des Königs beschränkt waren und sie ansonsten lediglich in bestimmte erbrechtliche Angelegenheiten (adrogationes) sowie Ritualhandlungen zur Erbeinsetzung (testamentum calatis comitiis) involviert war. Während der historisch besser greifbaren mittelrepublikanischen Zeit dürften den comitia curiata nurmehr sakralrechtliche Aufgaben zugedacht gewesen sein, die sie unter dem Vorsitz des Pontifex maximus ausübten. Seit der späten Republik existierte die Kurienverfassung praktisch nicht mehr, die Versammlungen wurden de facto von 30 Liktoren unter Absenz des Bürgers abgehalten. Mitunter konnten ihre Entscheidungen aber durchaus noch relevant sein; so bestimmte das Gremium zum Beispiel, dass die testamentarisch erfolgte Adoption Oktavians durch Gaius Iulius Caesar rechtmäßig sei, und ermöglichte dem späteren Kaiser Augustus dadurch wohl erst seine politische Karriere.

## Volksversammlungen im Kontext
Unter Hinweis auf das Zwölftafelgesetz, Tafel XII tab. 9,2 (comitiatus maximus) waren die Zenturiatkomitien (comitia centuriata) ebenfalls bereits seit dem Übergang vom 6. ins 5. Jahrhundert v. Chr. bekannt. Ihnen kam ursprünglich der Charakter einer Bürgerversammlung im durchaus politischen Sinne zu, nachdem sie aus der militärischen Schutzmacht des schwerbewaffneten Hoplitenheers hervorgegangen waren. Der militärische Charakter dieses Typs der Volksversammlung verlor sich spätestens in servianischer Zeit, um in regulatorische Aufgaben überzugehen. Die jüngste Bürgerversammlung waren die Comitia tributa, wohl aus der Zeit des ausgehenden 5. Jahrhunderts v. Chr. Sie waren von vornherein ziviler Natur.